# Pallamano Pressano
La Pallamano Pressano, nota come Pressano BTS per motivi di sponsorizzazione, è una società di pallamano della città di Pressano, in provincia di Trento.

Attualmente milita in Serie A Gold, la prima serie nazionale del campionato italiano maschile di pallamano.

Disputa le proprie gare interne al Palavis di Lavis.

## Storia

### La fondazione
Nel 1976 un gruppo di ragazzi giocava da tempo ad uno sport allora ancora sconosciuto: la pallamano, disciplina appena nata in Italia ed ancora in fase di sviluppo. L'idea era venuta ad uno di loro (Giorgio Chistè) che, parlando con degli amici, riuscì dapprima a coinvolgerli e poi a portarli alla formazione di una vera e propria squadra. E la passione, la costanza e l'impegno con cui praticavano tale attività sportiva fece decidere per la costituzione di una Società. Nacque così il 16 aprile 1976 l'”Handball Club Pressano”. Il primo Presidente fu Flavio Weber; Cassiere e Segretario Lamberto Giongo ed i primi sette Consiglieri furono Renato Franceschi, Mauro Stocchetti, Giuseppe Perli, Marco Weber, Fabrizio Pilati, Giorgio ed Ivan Chistè. Serviva innanzitutto trovare uno sponsor che potesse coprire le spese. Si offrirono la Ditta Giorgio Lona e l'Impresa di Costruzioni Brandalise. Ormai tutto era pronto. Anche il campo per fare gli allenamenti era stato trovato: tuttavia si doveva andare fino a Trento nel campo all'aperto presso l'Istituto S.Cuore di Via Chini. Nonostante la distanza la squadra non desistette e continuò la spola tra Trento e Pressano crescendo sportivamente sotto i validi consigli del primo allenatore, il prof. Alberto Albertini.
E così si cominciò finalmente a giocare sul serio, affiliandosi alla FIGH (Federazione Italiana Giuoco Handball) ed iniziando il campionato dalla serie D; la prima partita si svolse contro il Povegliano, squadra veronese già rodata: l'esito fu negativo (nettissima sconfitta per 34-5) ma nessuno si perse d'animo. Era solo l'inizio e non ci si poteva certo aspettare subito grandi risultati. Negli anni a seguire infatti la costanza fu premiata, ed i risultati migliorarono notevolmente.
Col campionato 1977-78 si poté usufruire per gli allenamenti di un campo un po' più vicino, a Mezzocorona, ma già l'anno dopo si dovette ritornare a Trento, questa volta però nella Palestra di Madonna Bianca. Si dovrà attendere il 1980 per poter finalmente evitare queste lunghe trasferte per gli allenamenti giocando e allenandosi in un campo sportivo a Pressano.

### Gli anni '80-'90
Quell'anno 1980 fu anche quello che segnò l'esordio della squadra femminile. E la stagione 1979-80 vide anche l'Handball Club Pressano promosso dalla serie D alla serie C, nella quale resterà per circa un decennio. Nella stagione 1989-90 vi fu la prima promozione in serie B con vittoria mozzafiato per differenza reti contro il Merano; a Pressano fu festa, ma fu purtroppo solo un tentativo.
L'anno successivo infatti, nella stagione 1990-91 l'Handball Club Pressano retrocedette ancora in C sotto la guida di mister Bellotto e con qualche importante assenza nella rosa. La voglia di riscatto però fu tale che la squadra tornò subito in B per la stagione 91-92, campionato segnato dalla tragica scomparsa del capitano Marco Merlo che lasciò un vuoto incolmabile (tutt'oggi ogni 25 aprile la Pallamano Pressano organizza il Trofeo Marco Merlo in ricordo dei tanti amici della pallamano che non ci sono più).
Dopo qualche anno passato nuovamente in Serie C, un'entusiasmante, combattuta e difficile partita contro il Chiusa giocata sotto la pioggia segnò la risalita in B nel 1996. Quel giorno riempì di gioia lo staff sportivo dell'Handball Club Pressano. "È un'esplosione di gioia totale - recita il quotidiano l'Adige di quel giorno -, giocatori e pubblico abbracciati in un tutt'uno e, sempre sotto la pioggia, il mister Giorgio Chistè viene portato in trionfo. È un tripudio, c'è già pronto lo stemma gigante della “B” deposto su di uno striscione lanciato verso il cielo. Non mancano i palloncini per fare colore e gioia spontanea, c'è anche il giro d'onore attorno a tutto il campo e tutti i giocatori al grido “Pressano, Pressano” sono subissati di applausi". Da allora gli allenamenti e le diverse partite continuarono a svolgersi nel campo sportivo di Pressano.
La stagione 1996-97 vede battuto il record di punti fatti in un campionato di serie B dall'Handball Club Pressano (22), mentre l'anno successivo il campionato è dominato dai cugini del Mezzocorona e Pressano è ultimo e costretto nuovamente alla Serie C.
Con il nuovo mister Luca Cotellessa e l'inserimento di diversi giovani nella stagione 1998-99 Pressano disputa un buon campionato giungendo secondo e conquistando nuovamente la serie B.

### I primi anni 2000
L'Handball Club Pressano entra nel nuovo millennio ad un discreto livello, disputando la B per qualche anno fino alla stagione 2003/2004 quando, acquisendo i diritti dal Faenza, per la prima volta si passa in "A", questa volta in Serie A2. È l'anno dell'arrivo di Massimo Moser, futuro capitano dei gialloneri e del ritorno del diciannovenne Alessio Giongo dopo 1 anno a Mezzocorona. Nonostante un campionato con parecchie squadre di livello, Pressano si salva all'ultima giornata a Malo e conquista così in extremis la permanenza in A2, sotto la guida del mister pressanotto Giuliano Merlo.
La stagione successiva vede arrivare in panchina Roberto Stedile, che guiderà il Pressano per 6 stagioni. Il 2004/2005 vede Pressano compiere un ottimo campionato di A2 con Nicola Manica e Gasperini in squadra affiancati agli altri atleti del posto. Sarà quinta la squadra della "mitica" a fine campionato, pronta per continuare nelle stagioni successive verso obiettivi sempre maggiori. È infatti il 2005/2006 uno degli anni chiave per la società giallonera. I giovani del vivaio, Giongo e Paolo Moser in testa si formano nel migliore dei modi e rinforzano prepotentemente la squadra, che chiude al primo posto il campionato di A2 davanti al Mestrino e si qualifica per disputare i PlayOff promozione a Roma. Con i tre fratelli Manica in rosa ed altri innesti le possibilità di conquistare la promozione aumentano, ed infatti così è stato. A Roma si giocano la promozione in A1 (seconda serie nazionale, la massima serie era la Serie A d'Élite) Pressano, Noci (BA), Casarano (LE) ed Ambra (PO): due su quattro passano, e Pressano è una di queste. Contro l'Ambra la vittoria per Pressano è risicata (3 reti di scarto), e contro il Casarano la sconfitta è bruciante, per una sola rete. È la vittoria schiacciante col Noci a regalare la promozione in A1 alla Pallamano Pressano.
Il primo anno di A1 nel 2006/2007 è difficoltoso per la Pallamano Pressano (nuovo nome acquisito in sostituzione del precedente HC Pressano), esordiente in questa Serie. Su 12 squadre i gialloneri si classificano al nono posto grazie ad una vittoria all'ultimo respiro, all'ultima giornata per 2 reti contro i cugini altoatesini del Bolzano. Miglior sorte per Pressano un anno dopo; con gli innesti di Marcelo Vieyra e Axel Baserga la salvezza arriva in maniera più tranquilla anche se sempre all'ultima giornata ad Alcamo, con l'ottavo posto ottenuto a fine campionato.
Nella stagione 2008/2009 gli arrivi di Lorenzo Vosca e German Pardales lanciano Pressano verso un'ottima annata. Le vittorie si susseguono e la testa della classifica è a portata di mano per buona parte dell'andata. Trieste e Bolzano sono però superiori ed ecco dunque che i gialloneri si sistemano nella parte medio-alta della classifica. Nel girone di ritorno si rinforza anche il Bressanone e così Pressano giunge all'ultima giornata con la quarta posizione e di conseguenza i PlayOff a portata di mano. Ad affrontare i gialloneri al Palavis c'è il Noci, che domina la gara e vince 35-25 superando Pressano in classifica e agguantando i PlayOff, relegando Pressano al quinto posto.
L'anno successivo ecco un altro innesto in casa giallonera, con l'arrivo di Bogdanov direttamente dal Bolzano. Nonostante una buona squadra i collinari di Stedile fanno fatica durante tutto l'anno e sono costretti a difendere la salvezza all'ultima giornata ad Ambra. La sconfitta per 23-22 fa tremare i polsi ai gialloneri, ma la concomitante caduta dell'Agrigento consegna la salvezza al Pressano, che si classifica settimo e non deve così passare per i PlayOut.

### Il nuovo corso e la salita in massima serie
Il 2010/2011 è l'anno del salto di qualità per la Pallamano Pressano. La società ha ormai acquisito credibilità a livello nazionale e la dirigenza apre un progetto di grandi ambizioni per raggiungere l'olimpo della pallamano italiana. Il primo acquisto è il nuovo mister Fabrizio Ghedin, tecnico di spicco già affermatosi ai massimi livelli nazionali: la rivoluzione parte dalle idee del nuovo allenatore veneto: salutano Pardales, Vosca e Bogdanov; arrivano dal Conversano Campione d'Italia la stella mancina Adriano di Maggio e il promettente portiere Valerio Sampaolo, mentre dal Gammadue Secchia giunge il quotatissimo terzino sinistro Paulo Silva. È l'anno della storia per la Pallamano Pressano. 17 vittorie su 20 gare disputate, squadra imbattuta fino a febbraio, vittorie brillanti su quasi tutti i campi e promozione dalla Serie A1 alla Serie A d'Elite conquistata con quattro giornate d'anticipo, quando la vittoria in casa contro Trieste ha sancito il salto di categoria per i gialloneri. Primo posto a fine campionato e squadra lanciatissima per un'altra stagione.
La squadra, già solida e ben formata, è rinforzata con due acquisiti di spicco: Alessandro Dallago, prestante mancino, arriva assieme al difensore italo-croato Damir Opalic, storico veterano pluriscudettato. Ecco che il primo anno di massima serie, il 2011-12, sorprende tutti. La Pallamano Pressano dimostra di essere squadra vera e mostra contro tutti un gioco spumeggiante: i tornei pre-stagionali sono convincenti così come il primo turno della Coppa Italia, anche se i gialloneri dovranno arrendersi allo strapotere della super-squadra costruita per annientare tutti chiamata Bolzano. Le prime quattro giornate di campionato vedono Pressano ottenere due vittorie e due sconfitte ma dal 22 ottobre al 3 dicembre la Pallamano Pressano sigla 6 vittorie consecutive e si colloca al terzo posto al termine dell'andata. Nel ritorno stesso copione, con Pressano quarto al termine della Regular Season e dunque direttamente ai PlayOff. Nel primo turno della corsa allo scudetto, i Quarti di Finale, la Pallamano Pressano trova l'Intini Noci: in Gara-1 (match al meglio delle tre gare) al Palavis, i padroni di casa si impongono con un 23-21 che lascia con il fiato sospeso un palazzetto caldissimo.
Il fenomeno Pressano scoppia letteralmente su tutto il territorio, guadagnandosi l'attenzione di giornali e curiosi: Gara-2 in Puglia, in diretta televisiva su RaiSport1, vede i gialloneri cedere all'orgoglio pugliese ma un inferno aspetta i biancoverdi nocesi al Palavis, martedì 24 aprile 2012. Nonostante il giorno feriale, il pubblico accorre al palazzetto come mai visto nella storia della Pallamano Pressano. Una cornice di pubblico memorabile con gli ormai affermati e numerosissimi Ultras Gialloneri in testa accompagna la Pallamano Pressano per 60 minuti intensi ed equilibratissimi: ci vogliono gli ultimi 5 minuti di match per staccare nel punteggio la squadra pugliese e festeggiare l'accesso in semifinale scudetto con il punteggio 31-29.
Gara-1di semifinale si gioca 4 giorni dopo Gara-3 contro Noci e la stanchezza si fa sentire nelle gambe dei gialloneri. Gli avversari della semifinale sono gli altoatesini del Bolzano che hanno costruito una vera e propria corazzata lanciata verso lo scudetto, inserendo in rosa gran parte dei giocatori più forti in Italia: la super-squadra biancorossa infatti non tradisce le attese e supera Pressano. I gialloneri reggono un tempo, poi cedono all'impeto biancorosso 33-25. Gara-2 tocca al Palavis, casa della Pallamano Pressano: l'evento è costruito a puntino, se ne parla dappertutto. Per la prima volta il Palavis è tutto esaurito e col passare dei minuti si riempiono anche le piazze in piedi (1200 spettatori): il clima è pazzesco, la partita vibrante ed equilibrata. L'esperienza e la lunga panchina degli altoatesini però prevale nel finale e Pressano saluta il campionato con un 29-32 a testa altissima, davanti agli applausi scroscianti non più dei fedelissimi sotto la pioggia come nel 1996 bensì di un'intera comunità, tra cui appassionati da tutto il nord Italia, accorsi per vedere i colori gialloneri in un match memorabile.
Senza molti rimpianti, con una semifinale scudetto ottenuta all'esordio nella massima serie da matricola, la Pallamano Pressano risponde presente anche nella stagione 2012-2013. La formula del massimo campionato è tuttavia cambiata: sparisce la Serie A d'Elite che vedeva le 12 grandi italiane in campo e nasce una Serie A a tre gironi volti all'abbattimento dei costi di trasferta. Trenta squadre divise in tre gironi (Nord, Centro e Sud). La Pallamano Pressano, con la rosa dell'anno precedente totalmente confermata, non è più matricola, ha sulle spalle una semifinale scudetto e punta in alto. Nel Girone Nord l'unico ostacolo si rivela il Bolzano, stesso squadrone dell'anno precedente ed anche in questa stagione in piena corsa verso il titolo. I gialloneri guidati sempre da mister Ghedin, al terzo anno in panchina, non conoscono rivali e solo la corazzata Bolzano riesce a sconfiggerli (all'andata al Palavis ai tiri di rigore dopo il pareggio finale e al ritorno in quel di Bolzano per una sola rete).
Pressano chiude così la Regular Season al secondo posto del girone: il passo successivo vede tutte le migliori dei tre gironi confrontarsi ai PlayOff, composti tramite sorteggio. L'urna è benevola con Pressano: i gialloneri pescano infatti ai Quarti di Finale l'ottimo ma non imbattibile Conversano (società tra le più storiche in Italia con cinque scudetti) e si collocano nella parte meno pericolosa del tabellone. Gara-1 dei Quarti è in programma a Conversano, nei pressi di Bari, e l'avversaria pugliese si rivela di grande livello: sotto per tutta la partita, Di Maggio e compagni devono reagire negli ultimi minuti per beffare i padroni di casa e mettere a segno una vittoria storica che li proietta verso la semifinale scudetto; Gara-2 infatti è una formalità al Palavis e il 31-24 maturato matematizza la semifinale scudetto, la seconda della storia giallonera nonché la seconda consecutiva. Avversaria è la più abbordabile delle quattro semifinaliste: l'Ambra, squadra di Prato di tutto rispetto e con ottimo potenziale. La finale è alla portata ma Pressano deve fare i conti con l'infortunio accorso ad Adriano Di Maggio, colonna portante della squadra nonché miglior realizzatore: rottura del crociato e stagione finita.
Con tanti dubbi e nuove soluzioni tattiche Pressano gioca l'andata di semifinale (a differenza dei Quarti, semifinali e finale si giocano con andata e ritorno e somma reti finale) con buoni risultati: in casa l'Ambra è superata 35-31 in un match che ha visto Pressano sempre a condurre. Con quattro reti di vantaggio i gialloneri scendono in Toscana forse troppo sicuri del passaggio del turno ed il rischio è enorme: la partita di ritorno si rivela un inferno per Giongo e compagni. Un Pressano irriconoscibile è in totale balia dell'avversaria per tutto il match: Ambra tocca anche le sei reti di vantaggio e sembra poter ribaltare la situazione ma un rigore realizzato dai gialloneri a tempo scaduto regala la sconfitta per 3 reti che, a fronte della vittoria di 4 ottenuta all'andata, qualifica Pressano alla propria prima finalissima scudetto.
Avversari dell'ultimo capitolo, manco a dirlo, ci sono i Campioni d'Italia in carica della corazzata Bolzano: il margine tra Bolzano e Pressano tuttavia nel corso dei mesi si è assottigliato sempre più e l'esito della finale non è così scontato. Nel match di andata a Bolzano tuttavia l'assenza tra le file giallonere di Adriano di Maggio si fa sentire e gli altoatesini ipotecano il titolo vincendo di nove reti. Il ritorno, al Palavis, diventa soprattutto un'occasione per mostrare all'Italia il calore e la passione per la disciplina che si respirano nella piccola frazione di Pressano. Ovviamente indiretta su RaiSport come tutti i PlayOff, il Palavis si fa bello e l'evento è eccezionale: gli occhi di tutta la stampa sono puntati sui gialloneri ed attorno alla pallamano si crea un clima di importanza mai visto prima. L'impresa di ribaltare le nove reti di scarto ovviamente non arriva ma la vittoria di tre reti dei gialloneri che spegne il digiuno di successi contro Bolzano lascia tutti col sorriso: di più era difficile fare; una società come Pressano, piccola ma tenace ed impegnatissima, incoronata vicecampione d'Italia è un sogno che tutti hanno accolto a braccia aperte. Il palazzetto ancora una volta tutto esaurito applaude le gesta degli eroi gialloneri: quella sera a Pressano si è festeggiato per la prima volta un secondo posto.
Il 2012-2013 non è stato solo campionato di Serie A per la Pallamano Pressano: in virtù della semifinale scudetto ottenuta la stagione prima, i gialloneri sono entrati di diritto nelle qualificate per le Coppe Europee. Pressano ha partecipato alla Challenge Cup (una sorta di Europa League della pallamano): al primo turno disputato tuttavia i gialloneri sono stati sorteggiati con la più forte delle squadre nella competizione, lo SKA Minsk bielorusso poi vincitore della Coppa. È stato un altro esordio per i gialloneri che hanno tastato i campi europei nel più difficile dei modi: una nuova esperienza indimenticabile che consacra Pressano non solo nelle alte sfere della pallamano italiana ma anche nel giro d'elite della pallamano europea.

### La conferma tra i grandi e il dominio giovanile
Dopo la finale scudetto raggiunta, per la stagione 2013-2014 la Pallamano Pressano cambia guida tecnica: al posto di Fabrizio Ghedin subentra il montenegrino Branko Dumnic, tecnico dal grande bagaglio di esperienza sia giovanile che senior e vari titoli alle spalle. Con l'intera squadra confermata ed il resto dei team rivali indeboliti Pressano fiuta l'annata buona. In campionato è un continuo testa a testa con Bolzano per il dominio del Girone A: dopo un inizio di stagione disastroso con 3 sconfitte nelle prime 5 partite, i gialloneri infilano una striscia positiva che dura da ottobre a febbraio e sfiorano il primo posto nella regular season. Nel corso della Poule PlayOff Pressano parte bene, vincendo con Trieste e Merano ed ha in mano il primo posto che varrebbe la semifinale scudetto: contro Bolzano tuttavia i gialloneri steccano entrambi gli scontri diretti e si vedono costretti alla seconda piazza che significa spareggi per le semifinali scudetto. Sul neutro di Chieti la truppa di Dumnic incontra le seconde classificate degli altri gironi, Ambra e Fondi, le sconfigge e si conquista la semifinale dove incontra nuovamente Bolzano dopo il sorteggio. All'andata, in casa, i gialloneri si impongono per 23-21 ma al ritorno, dopo un match sofferto, Pressano non va oltre la sconfitta per 24-21 che costa l'eliminazione per una sola rete. Sfuma così il sogno scudetto dopo che in febbraio era sfumato il sogno Coppa Italia: nella Final Eight disputata a Martina Franca, in provincia di Taranto, i gialloneri si sono arresi - non senza polemiche - in semifinale contro i padroni di casa pugliesi della Junior Fasano per 25-23.
La nota positiva della stagione, nonostante un ottimo percorso da parte della prima squadra, è il primo scudetto della storia della società: si tratta del titolo giovanile Under 14, formato da un team di atleti classe 2000 che costituiscono tuttora una delle annate più prolifiche per la società giallonera. I ragazzi guidati da Giuliano Martinati hanno sbaragliato la concorrenza in quel di Misano Adriatico, dove ogni anno si disputano le finali nazionali per le categorie più giovani: dopo l'agevole successo nel girone eliminatorio è servito un grande sforzo in semifinale per superare il Cassano Magnago ed infine, in finale, a cadere è stato il Merano sconfitto con 9 reti di scarto. È il primo titolo di una serie che l'anno successivo si allungherà.
Nell'estate prima della stagione 2014-2015, sfumati scudetto e Coppa Italia la società punta ad un leggero ridimensionamento ed osserva le partenze di due elementi protagonisti come Alessandro Dallago (direzione Bolzano) e Damir Opalic (Carpi): in entrata arriva il pivot italo-argentino Nicolas Polito, chiamato alla causa giallonera per sistemare una difesa che senza Opalic perdeva gran parte della propria consistenza. Nonostante una squadra ridimensionata, Pressano viaggia con determinazione al secondo posto della graduatoria: qualche rischio e qualche emozione in più su campi ostici come Merano e Bressanone ma Pressano, complice la bagarre dietro di sé, conquista il secondo posto con 3 giornate d'anticipo e prepara in maniera certosina la Final Eight di Coppa Italia. Ad inizio marzo è Siracusa ad ospitare la manifestazione della coccarda tricolore: qui Pressano conosce il punto più glorioso della propria stagione. Ai quarti di finale del venerdì i gialloneri eliminano ai rigori i campioni in carica e favoriti della Junior Fasano, in semifinale sconfiggono il Romagna Imola e la domenica, in una finale tutta del Trentino-AltoAdige, si devono arrendere alla corazzata Bolzano che ferma così l'impresa dei ragazzi di Dumnic, giunti a Siracusa con poche aspettative e con numeri risicatissimi. Proprio il numero ristretto di atleti in rosa costringe i titolari a spremersi durante il weekend di Coppa Italia e da lì inizia il declino in campionato: già 4 giorni dopo la finalissima di Coppa, Pressano deve andare a Trieste per la prima giornata della seconda fase di campionato; contro gli alabardati, a riposo da 3 settimane, gli stremati gialloneri comandano il match per 45', salvo poi crollare. Da qui Pressano conosce solo sconfitte nelle restanti 5 partite, eccezion fatta per la vittoria di 1 rete contro Trieste al Palavis: non basta tuttavia per evitare l'eliminazione dalla stagione 2014-2015 che si chiude anzitempo.
Ancora una volta il bello dell'annata deve però ancora venire: a seguito di una riunione dei vertici societari, Pressano decide di iscrivere alle finali nazionali giovanili sia la propria selezione Under 16, sia la propria selezione Under 18, entrambe meritevoli della partecipazione dopo aver conquistato il pass nazionale nel campionato regionale. I primi a scendere in campo, a fine maggio 2015, sono gli Under 16 che, come l'Under 18, durante l'anno sono stati seguiti dalla coppia Dumnic-Chistè. L'Under 16, ovvero il team Campione d'Italia Under 14 dell'anno precedente con l'aggiunta dell'ala destra D'Antino, si presenta alle finali di Follonica (GR) con buoni propositi ma con poche speranze di vittoria. L'appetito però vien mangiando ai gialloneri che nelle prime uscite del girone eliminatorio mostrano grande carattere ed un gioco irresistibile per chiunque: Siracusa, Monteprandone, Modena e Trieste cadono una dopo l'altra con minimo nove reti di scarto e l'accoppiamento di semifinale per Pressano è alla portata; anche la semifinale per i gialloneri è una formalità: Città Sant'Angelo cade 22-13 ma la vera partita è la finale contro i padroni di casa del Massa Marittima, autentici favoriti della competizione. L'ultimo incontro del torneo è epico, da scrivere negli annali: Pressano comanda per tutto il match ed a meno di 4' dal termine è in vantaggio di 5 reti. Sembra fatta ma sulla sirena i toscani pareggiano: supplementari. Iniziano così ben 4 supplementari che porteranno l'incontro fino al definitivo 53-50 per Pressano, risultato pazzesco oltre che storico per la società trentina.
Estasiati per il titolo italiano, i gialloneri partono pochi giorni dopo alla volta di Cassano Magnago per le finali Under 18: qui compito ancor più duro; le ambizioni sono tutto fuor che di vittoria ma la competizione evolve in grande per i gialloneri. Nel girone arrivano 4 vittorie (contro Fondi, Benevento, Bologna e Parma) ed una sconfitta contro Merano che vale il secondo posto e la semifinale scudetto. In semifinale c'è il Cassano Magnago padrone di casa, formazione sicuramente favorita per la manifestazione: e la musica sembra dare ragione ai lombardi di casa che a metà ripresa gestiscono sul 22-15. Pressano, come da pronostico, sembra doversi fermare tra le migliori quattro, ma proprio dal momento più difficile inizia una rimonta targata Moser e D'Antino che spazza via i lombardi a suon di miracoli e vale il 29-30 con cui sulla sirena Pressano stacca il pass per la finalissima ammutolendo il PalaTacca. In finale c'è di nuovo Merano, contro cui Pressano non ha mai vinto in 5 incontri stagionali: nel match più importante però i gialloneri mettono in campo una prestazione maiuscola, annientano i meranesi con una difesa perfetta e trionfano per 26-21 vincendo il secondo scudetto in pochi giorni. Una doppietta storica e strabiliante che dà linfa e fiducia per gli anni a venire.
Per la stagione 2015-2016, quella del quarantesimo dalla fondazione, la società ha deciso per un ringiovanimento della rosa: dopo 5 anni ha salutato Pressano il terzino portoghese Paulo Da Silva, autentico simbolo gialloneri ed anche Nicolas Polito, dopo una stagione, non sarà più in giallonero. Al loro posto arrivano Riccardo Stabellini, terzino sinistro bolognese classe '94 già nel giro della nazionale e Mariano Bertolez, terzino mancino italo-argentino che sta ben figurando da 2 anni in Italia.
Nella stagione 2016-2017 il Pressano raggiunge le semifinali scudetto: ottenuto il secondo posto durante la regular season, la Poule Playoff consegna il secondo posto che vale a dire la qualificazione al triangolare per le semifinali; vengono battute Città Sant'Angelo e Conversano. In semifinale ad attendere i gialloneri c'è la Junior Fasano: il pareggio dell'andata a Lavis non basta al Pressano che cade malamente in Puglia con uno scarto di dodici reti.

### Gli anni recenti e i primi titoli
Durante la stagione successiva, sono resi noti i criteri per la qualificazione al girone unico per la stagione 2018-19: dalle ventotto squadre dei scorsi campionati, le squadre partecipanti al massimo campionato si dimezzerebbero. Con uno dei primi due posti, si guadagna l'accesso alla stagione successiva, e così è: Pressano si classifica seconda alle spalle della solita Bolzano e alla Poule Playoff si qualifica per le semifinali scudetto. Ancora una volta sulla strada per la finale c'è la Junior Fasano, che ancora una volta si prende il passaggio del turno. 
Ma nella stagione 2017-2018 arriva il primo titolo della Pallamano Pressano: con un cammino perfetto, i gialloneri vincono la prima Coppa Italia della loro storia, sconfiggendo nettamente in finale il Bolzano.
La stagione 2018-2019 si apre con la vitoria della Supercoppa 2018 contro la Junior Fasano. Rispetto alla stagione precedente lasciano Lavis il croato Senta, Bertolez e Chistè; i due volti nuovi sono il bosniaco Dedović dal Conversano e Andrea Argentin dal Malo. 
Il campionato conferma il buon periodo della società trentina che mantiene il secondo posto in un testa a testa con Conversano, avversaria nelle semifinali che viene sconfitta in tre gare. In finale però il Bolzano si rivela squadra troppo forte e sconfigge Pressano, nel remake della finale scudetto della stagione 2012-2013.
Il 2019-2020 si apre con il cambio di guida tecnica tra Dumnić, che lascia la panchina giallonera dopo sei anni, e il croato Andreašić. L'inizio di campionato è in sordina, poi la squadra comincia a girare; verso la fine del 2019 però, la macchina sembra incepparsi, con le sconfitte interne con Meran ed Eppan, la goccia che fa traboccare il vaso è la sconfitta a Cassano Magnago nella prima giornata di ritorno: Andreašić viene esonerato e al suo posto viene chiamato Alessandro Fusina, anch'egli esonerato dal Siena. Nonostante il cambio di guida, la squadra non mostra risultati e tocca la nona posizione in classifica, posto che Pressano non aveva mai occupato nella massima serie. La pandemia di COVID-19 blocca le partite, con Pressano in zona playoff. Con la conferma dello stop al campionato il Pressano chiude al settimo posto.

## Palmarès

### Competizioni nazionali
- Coppa Italia: 1

2017-2018
- Supercoppa italiana (pallamano maschile): 1

2018

## Partecipazioni alle coppe europee
| Competizione  | Partite Giocate | Partite Vinte | Partite Pareggiate | Partite Perse | Gol Fatti | Gol subiti | Differenza reti |
| ------------- | --------------- | ------------- | ------------------ | ------------- | --------- | ---------- | --------------- |
| Challenge Cup | 10              | 3             | 0                  | 7             | 262       | 268        | -6              |
| Totale        | 10              | 3             | 0                  | 7             | 262       | 268        | -6              |

### Risultati

#### Challenge Cup 2012-13
- OTTAVI DI FINALE

| Squadra 1 | Squadra 2          | Andata | Ritorno | Totale  |
| --------- | ------------------ | ------ | ------- | ------- |
| SKA Minsk | Pallamano Pressano | Minsk  | Lavis   | 67 - 45 |
| SKA Minsk | Pallamano Pressano | 39- 25 | 28- 20  | 67 - 45 |

#### Challenge Cup 2013-14
- TERZO ROUND

| Squadra 1          | Squadra 2       | Andata  | Ritorno   | Totale  |
| ------------------ | --------------- | ------- | --------- | ------- |
| Pallamano Pressano | Riihimäki Cocks | Lavis   | Riihimäki | 45 - 57 |
| Pallamano Pressano | Riihimäki Cocks | 24 - 30 | 21 - 27   | 45 - 57 |

#### Challenge Cup 2015-16
- TERZO ROUND

| Squadra 1              | Squadra 2          | Andata   | Ritorno | Totale  |
| ---------------------- | ------------------ | -------- | ------- | ------- |
| AO Poseidon Loutrakiou | Pallamano Pressano | Loutraki | Lavis   | 48 - 48 |
| AO Poseidon Loutrakiou | Pallamano Pressano | 25 - 21  | 23 - 27 | 48 - 48 |

#### Challenge Cup 2018-19
- SECONDO ROUND

| Squadra 1  | Squadra 2          | Andata  | Ritorno | Totale  |
| ---------- | ------------------ | ------- | ------- | ------- |
| Olympia HC | Pallamano Pressano | Lavis   | Lavis   | 39 - 77 |
| Olympia HC | Pallamano Pressano | 16 - 40 | 23 - 37 | 39 - 77 |

- TERZO ROUND

| Squadra 1          | Squadra 2             | Andata  | Ritorno           | Totale  |
| ------------------ | --------------------- | ------- | ----------------- | ------- |
| Pallamano Pressano | MSK Považská Bystrica | Lavis   | Považská Bystrica | 47 - 57 |
| Pallamano Pressano | MSK Považská Bystrica | 24 - 28 | 23 - 29           | 47 - 57 |

## Palasport
La Pallamano Pressano disputa le proprie gare casalinghe presso il Palavis di Lavis.

L'impianto è sito in via San Udalrico, 1 nel centro del Comune di Lavis ed ha una capienza di circa 1.500 spettatori.

## Rosa 2025-2026

### Giocatori
| N° | Naz.               | Ruolo | Sportivo            | Anno |  |  |
| -- | ------------------ | ----- | ------------------- | ---- |  |  |
| 1  | Italia (bandiera)  | P     | Simone Facchinelli  | 1998 |  |  |
| 3  | Italia (bandiera)  | T     | Nicola Fadanelli    | 2002 |  |  |
| 5  | Italia (bandiera)  | A     | Marco Chistè        | 1998 |  |  |
| 6  | Italia (bandiera)  | A     | Matteo Moser        | 1998 |  |  |
| 7  | Italia (bandiera)  | T     | Luca Villotti       | 2003 |  |  |
| 9  | Italia (bandiera)  | A     | Nicola Rossi        | 1997 |  |  |
| 10 | Italia (bandiera)  | T     | Pascal D'Antino     | 1995 |  |  |
| 11 | Italia (bandiera)  | A     | Francesco Rossi     | 1999 |  |  |
| 14 | Italia (bandiera)  | A     | Davide Sontacchi    | 2001 |  |  |
| 18 | Italia (bandiera)  | T     | Paul Wierer         | 2004 |  |  |
| 20 | Italia (bandiera)  | T     | Federico Pilati     | 2006 |  |  |
| 21 | Italia (bandiera)  | PV    | Oliver Martini      | 2001 |  |  |
| 22 | Italia (bandiera)  | PV    | Nicola Folgheraiter | 1990 |  |  |
| 24 | Italia (bandiera)  | T     | Nicola Moser        | 1997 |  |  |
| 27 | Serbia (bandiera)  | T     | Nikola Milović      | 1999 |  |  |
| 28 | Grecia (bandiera)  | P     | Nikolaos Loizos     | 1992 |  |  |
| 34 | Italia (bandiera)  | T     | Alessandro Vagnoni  | 2004 |  |  |
| 77 | Italia (bandiera)  | PV    | Emanuele Bellini    | 2002 |  |  |
| 99 | Tunisia (bandiera) | T     | Hamza Fraj          | 1996 |  |  |

### Staff
- Allenatore:  Branko Dumnić
- Vice allenatore:  Alain Fadanelli
- Dirigente accompagnatore:  Adriano Chistè
- Fisioterapista:  Daniel Perger